# خافيير هيرنانديز غارسيا
فرانسيسكو خافيير «خافي» هيرنانديز غارسيا (بالإسبانية: Francisco Javier Hernández García)‏ (مواليد 20 يناير 1983 في ألمانسا، ألباسيتي، كاستيا لا منتشا) هو لاعب كرة قدم إسباني، يلعب لنادي ريال أوفيدو في مركز قلب الدفاع.

## وصلات خارجية
- خافيير هيرنانديز غارسيا على موقع قاعدة بيانات كرة القدم.إي يو (الإنجليزية)
- خافيير هيرنانديز غارسيا على موقع Soccerway.com (الإنجليزية)

- Alcorcón official profile (بالإسبانية)
- BDFutbol profile
- Futbolme profile (بالإسبانية)
- Transfermarkt profile